# Tadanari Lee
Tadanari Lee (Nishitōkyō, 19 de dezembro de 1985) é um futebolista profissional japonês de origem coreana, é um atacante de oficio.

## Carreira
Lee fez parte do elenco da Seleção Japonesa de Futebol, nas Olimpíadas de 2008.
Tadanari Lee atuou no Southampton Football Club, na 1ª divisão da Inglaterra. O Sanfrecce Hiroshima (antigo clube de Lee) o emprestou ao Southampton. Em 14 de janeiro de 2014, Lee foi dispensado pelo Southampton, e logo depois foi contratado pelo Urawa Red Diamonds.

## Títulos
Seleção Japonesa
- Copa da Ásia: 2011
- Copa Kirim: 2011

Sanfrecce Hiroshima
- Copa da J. League  vice: 2010

Southampton
- Championship vice: 2011–12